# 小菅泰雄
小菅 泰雄（こすげ やすお、1940年〈昭和15年〉6月8日 - ）は、日本の作曲家。現代音楽を中心に活動し、弦楽四重奏や歌曲、オペラなど多様なジャンルの作品を手がけている。

## 経歴
埼玉県秩父市に生まれる。埼玉大学卒業。
1976年、ピアノ組曲《十二支》により、第30回全国学芸コンクール（社会人の部・作曲部門）において第二席を受賞。翌1977年には、弦楽四重奏曲第1番で同コンクール第一席を受賞し、文部大臣奨励賞も併せて授与された。
1977年10月14日には、室内楽作品《シンメトリア1》が、第2回埼玉県新人演奏会オーディションに合格し、同演奏会にて初演された。
1968年6月より現代音楽グループ「葵の会」に所属、2001年3月まで会長を務めた。1990年には作曲グループ「蒼」に加入し、以後も定期的に新作を発表している。
また1991年より「詩と音楽の会」に、さらに同年には日本作曲家協議会に入会し、オペラ《なよたけ》《その妹》などの新作を継続的に発表している 。
1993年には《ディメンション・スペース－弦楽四重奏のための》が埼玉県音楽家協会のオーディションに合格、同協会に入会し現在に至る。

## 作風と活動
小菅の作品は、現代的な音楽語法を用いながらも日本語の韻律や伝統的要素に着目した点に特徴があり、歌曲やオペラ、室内楽など幅広い分野で活動している。現在も作曲活動を続けており、複数の作曲家団体での発表を通じて創作を継続している。

## 所属団体
- 葵の会（元会長）
- 作曲グループ蒼（代表）
- 詩と音楽の会
- 日本作曲家協議会
- 埼玉県音楽家協会